# Henry Burgevine
Henry Burgevine (ur. 1836 w Chapel Hill, zm. 1865) – amerykański najemnik francuskiego pochodzenia, drugi dowódca Armii Zawsze Zwycięskiej, walczącej z tajpingami, jeden z pierwszych zachodnich oficerów w służbie dynastii Qing.
Jego ojciec, francuski nauczyciel języka w Północnej Karolinie, opuścił rodzinę wcześnie, w następstwie czego matka Henry'ego przeniosła się do Waszyngtonu. Tam młody Burgevine spotkał po raz pierwszy Ansona Burlingame'a, późniejszego amerykańskiego ambasadora w Chinach. Mając lat 19, zaciągnął się do armii francuskiej i jako szeregowy wyruszył na wojnę krymską, skąd wrócił w 1856 roku (być może na Krymie właśnie spotkał po raz pierwszy Fredericka T. Warda).
W 1859 roku Ward i Burgevine wylądowali w Szanghaju i przystąpili do organizowania oddziału złożonego z zachodnich ochotników, do obrony miasta przed tajpingami – Zagraniczny Korpus Wojskowy (ang. Foreign Arms Corps), którego Burgevine był zastępcą dowódcy i dowódcą. Gdy Ward powołał do życia Armię Zawsze Zwycięską, Burgevine służył jako jego zastępca. Po śmierci Warda, otrzymał awans na głównodowodzącego, ale pełnił to stanowisko dość krótko: 4 stycznia 1863 w czasie kłótni o żołd dla żołnierzy Burgevine pobił chińskiego bankiera i zabrał mu 40 tys. dolarów. Zdegradowany i wydalony z wojska, ukrywał się przed grożącą mu karą; za jego głowę została wyznaczona nagroda. Sytuację Burgevine'a pogorszył fakt, że bankierem tym był teść Warda Yang Fang, a jednym z efektów kłótni – odwołanie zaplanowanej przez Zeng Guofana ofensywy na Nankin. Dowódcą Armii Zawsze Zwycięskiej został brytyjski oficer, Charles Gordon.
Burgevine miał następnie przejść na stronę tajpingów, ponownie na stronę qingowską i jeszcze raz – tajpingów. Złapany 13 maja 1865, miał zostać utopiony w drodze z Fujianu do Suzhou, ale podobno jego później odnalezione ciało nosiło ślady brutalnej chłosty.